# Abscission

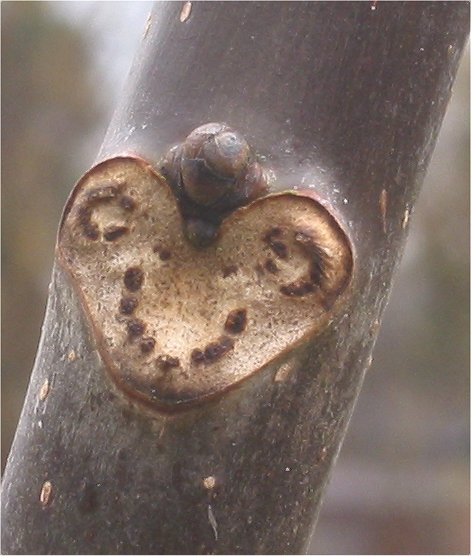
Sous un bourgeon de rameau de noyer, l'abscission se traduit par une cicatrice foliaire trilobée en forme de cœur portant des cicatrices vasculaires en trois groupes qui forment chacun un U, entourées d'une zone subérifiée.

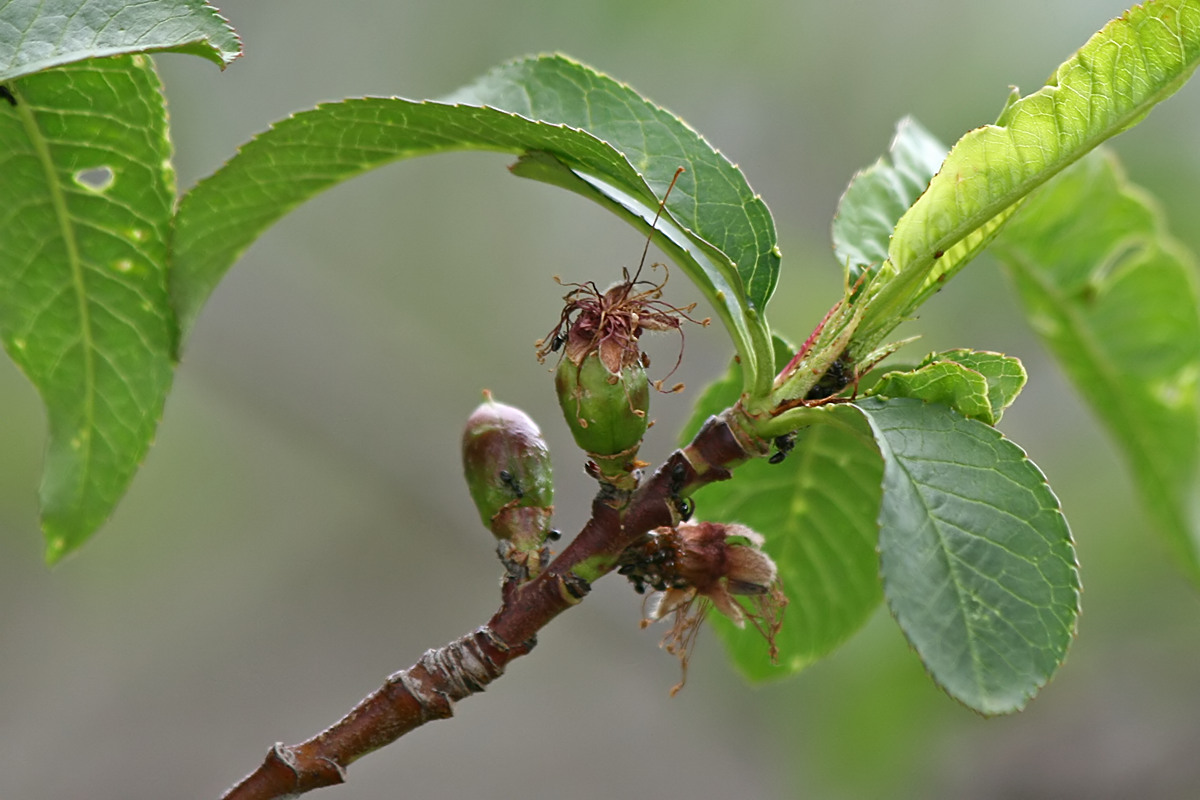
Abscission de l'hypanthium durant le développement d'une nectarine.

En botanique, l'abscission (du latin ab, « loin » et scindere, « couper ») est le processus physiologique naturel par lequel un organe dit abscissile (le plus souvent une feuille, une fleur, un fruit), ou même une partie de la plante (virevoltant) se détache d'une plante ou de sa racine. Elle dépend de facteurs externes (photopériode, température, stress hydrique) et de facteurs internes comme l'équilibre entre plusieurs phytohormones régulatrices de croissance aux effets antagonistes.
En zoologie, une abscission est l'effusion volontaire d'une partie du corps ou l'autotomie d'un organe. En mycologie, l'abscission peut se référer à la libération des spores d'un champignon. En biologie cellulaire, le terme se réfère à la séparation des deux cellules filles lors de l'achèvement de la cytokinèse.

## Chez les plantes

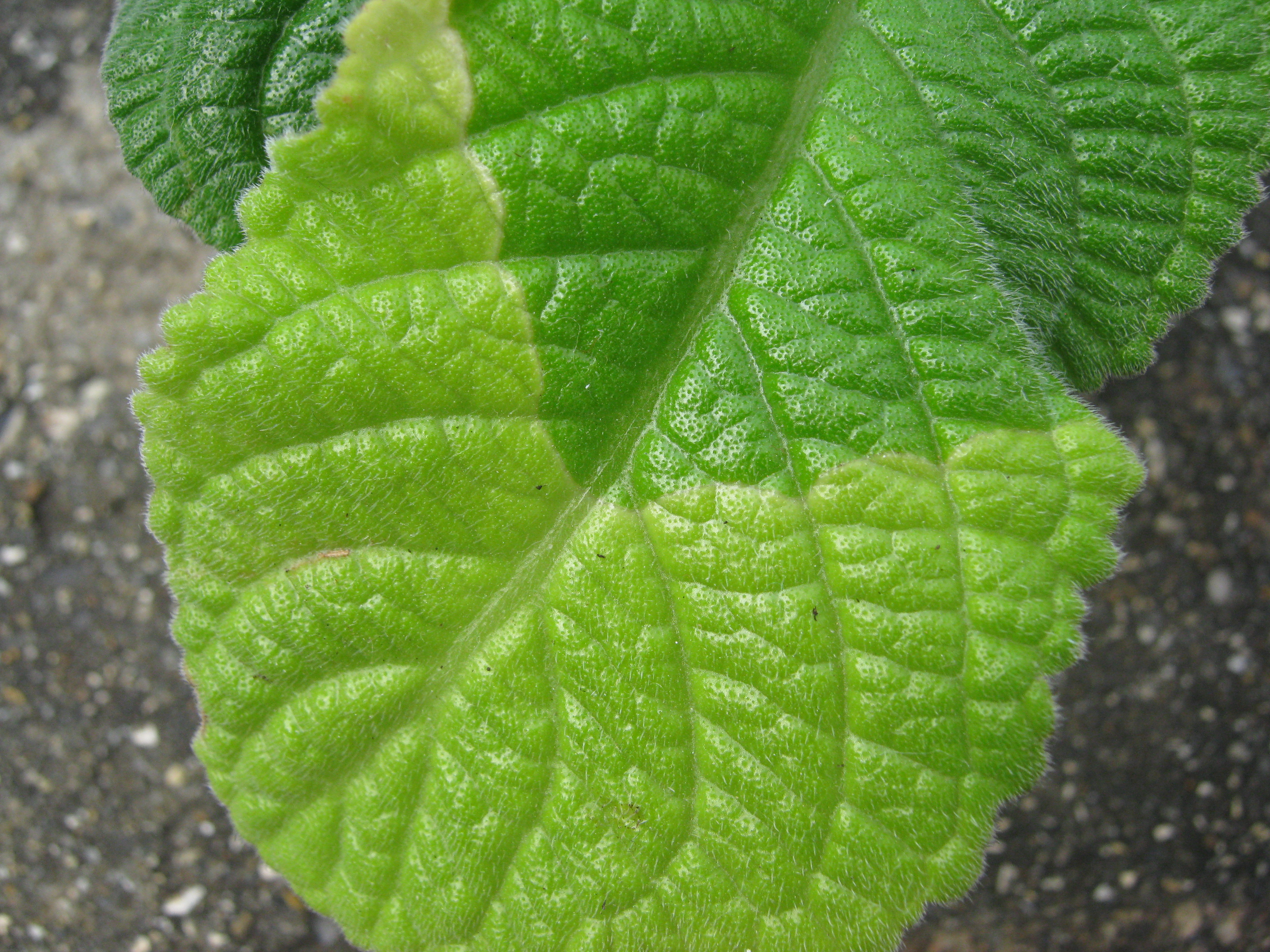
L'extrémité de la feuille de Streptocarpus se nécrose le long d'une ligne d'abscission.

L'abscission foliaire chez les plantes décidues permet notamment d'assurer l'équilibre entre la surface d'absorption de l'eau (par les racines) et la surface d'évapotranspiration (au niveau des feuilles). La chute automnale des feuilles prévient alors la dessiccation en hiver, lorsque les racines ne peuvent absorber l'eau dans le sol gelé.
Elle peut aussi traduire l'avortement ou la sénescence d'organes (l'état de compétition interne qui agit sur des organes). Par exemple, le Streptocarpus peut déposer tout ou partie de ses feuilles pour résister aux périodes de sécheresse, mais aussi lors de la bonne saison, lorsque le développement printanier des rameaux de l'année crée un état de compétition interne qui provoque la chute des feuilles les plus vieilles. Un phénomène similaire s'observe pour les fleurs non fécondées, les fruits jeunes mais véreux, les fruits à maturité, les écailles en débourrement, les racines de courte durée, les écorces des arbres, voire les rameaux entiers (phénomène de cladoptose)…

### Cicatrisation
Localement, il se forme du liège de « cicatrisation » à la surface de la région endommagée par l'abscission foliaire où il se forme une cicatrice foliaire constituée de tissu subérifié. Cette zone compartimentée est souvent assez intensément colorée en brun par des tannins qui sont des défenses chimiques des plantes contre les herbivores.

### Contrôle hormonal
L'abscission est contrôlée par une interaction entre l'éthylène et l'auxine. L'éthylène favorise l'abscission, probablement en activant les réactions enzymatiques qui dissolvent les parois cellulaires. L'auxine la retarde en réduisant la sensibilité des cellules de la zone d'abscission à l'éthylène. Dans certains cas, une concentration élevée en auxine peut stimuler l'abscission mais on pense que cet effet est dû à la stimulation de la production d'éthylène par l'auxine. Les brassinostéroïdes ont également un effet inhibiteur.
L'acide abscissique tire son nom de l'abscissine, une substance isolée dans les années 60 dont on pensait qu'elle régulait l'abscission. On se rendit compte par la suite qu'il s'agissait de la même structure chimique que la dormine, un régulateur de croissance supposé être impliqué dans la dormance des bourgeons, et on leur attribua le nom d'acide abscissique (ABA, pour abscissic acid). On sait aujourd'hui que l'acide abscissique n'exerce pas d'influence directe sur l'abscission,.
Ces propriétés ont trouvé un usage pratique dans l'agriculture industrielle : on utilise des traitements à l'éthylène pour favoriser la chute des cerises, mures, raisins ou myrtilles et ainsi permettre une récolte mécanique, ou pour l'éclaircissage des vergers de pruniers ou de pêchers. On utilise des traitements à l'auxine pour empêcher la chute des fruits (agrumes) avant la récolte.